# Thalie (Charite)
Pour les articles homonymes, voir Thalie.
Dans la mythologie grecque, Thalie (en grec ancien Θαλία / Thalía, « l'Abondance ») est l'une des trois Charites, fille de Zeus et de l'Océanide Eurynomé ou de l'Heure Eunomie et sœur d'Aglaé et de Euphrosyne. Elle préside aux célébrations festives et aux banquets riches et luxueux.

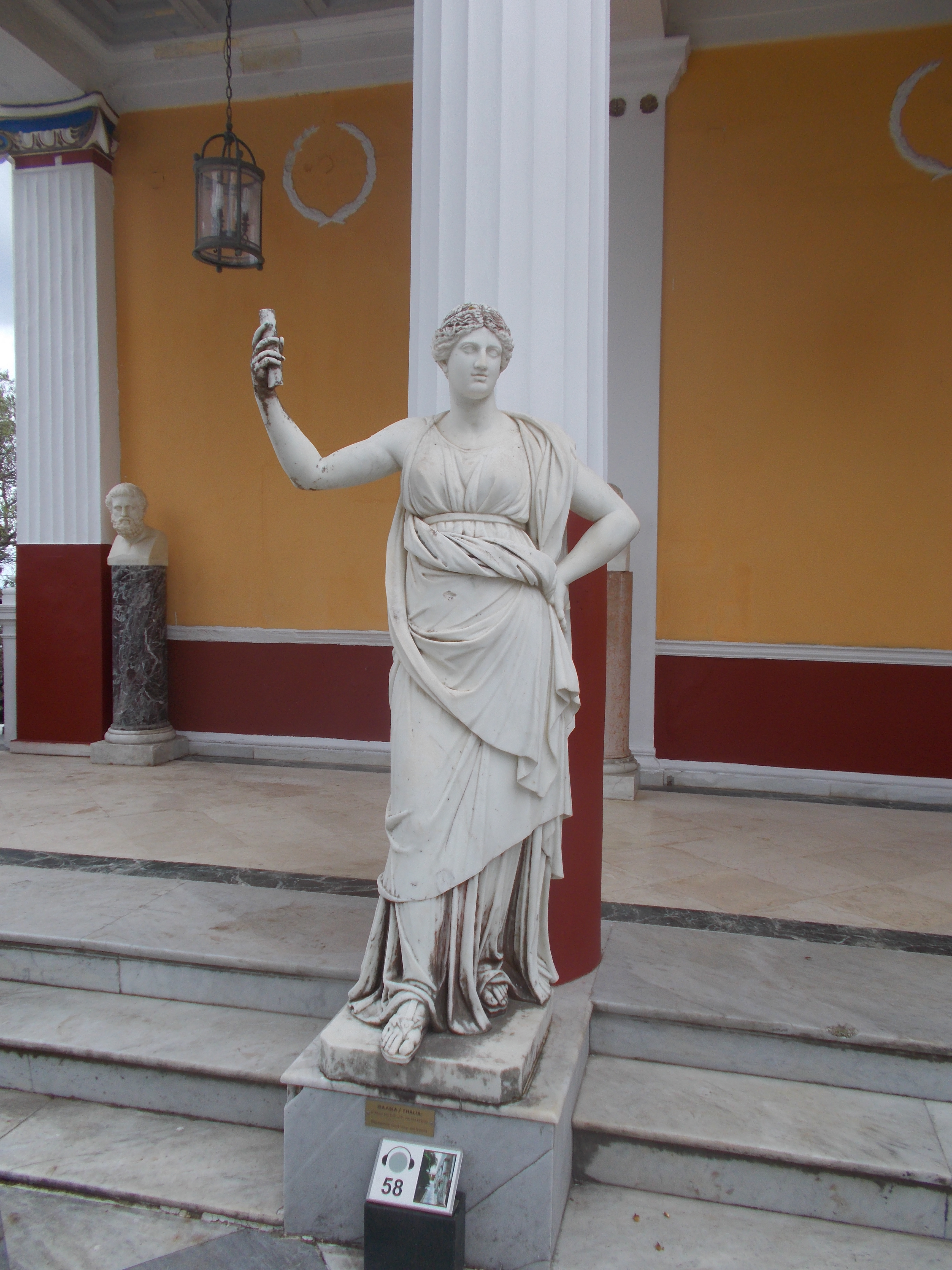
Statue de Thalie (Corfou).

## Sources
- Pseudo-Apollodore, Bibliothèque [détail des éditions] [lire en ligne] (I, 3, 1).
- Hésiode, Théogonie [détail des éditions] [lire en ligne] (v. 907-909).
- Hymnes orphiques [détail des éditions] (lire en ligne) (LX aux Charites).
- Pausanias, Description de la Grèce [détail des éditions] [lire en ligne] (IX, 35, 1).
- Pindare, Odes [détail des éditions] (lire en ligne) (Olympiques, 14, str. 1-2).